# Megopis costipennis
Megopis costipennis là một loài bọ cánh cứng trong họ Cerambycidae.